# Primeiro governo blanco
O primeiro governo blanco é a denominação dada ao período político do Uruguai entre 1959 e 1962, que ficou assim conhecido em função do predomínio dos representantes da Unión Blanca Democrática (UBD) no Conselho Nacional de Governo.
Em 1958, após 93 anos de governo colorado, a vitória do Partido Nacional concretizava pela primeira vez a possibilidade de mudança dos partidos no poder.
Encerrava-se o período neobatllista (1947-1958), depositário de grandes esperanças e expectativas de desenvolvimento econômico e social, e seguido de um desprestígio geral. A forte liderança de Luis Batlle Berres não conseguiu reverter o acelerado e desgastante processo de fragmentação dentro do coloradismo. Talvez porque nele se concentravam simultaneamente as maiores possibilidades, mas também, paradoxalmente, seus limites: era pólo de grandes atrações, mas ao mesmo tempo, de fortes rechaços.
O batllismo teve de governar um país em que começavam a golpear cada vez com mais força os primeiros sinais de uma crise econômica e social sem precedentes. Se viu cercado não só pela crítica virulente e incisiva realizada pelo nacionalismo e o pujante ruralismo, este último desde Radio Rural e os "cabildos abiertos", mas também por suas próprias filas partidárias. As profundas discrepâncias com o catorcismo, liderado pelos filhos de José Batlle y Ordóñez, se tornaram cada vez mais notórias na última fase da administração batllista, quando ocorreu a ruptura total entre os dois grupos. Isso obrigou o quincismo a governar sem apoio parlamentar, comprometendo gravemente suas possibilidades de levar adiante uma gestão positiva.
Enquanto o Partido Colorado mostrava uma imagem debilitada, causada por uma luta interna de hegemonias, o Partido Nacional aparecia fortalecido na disputa eleitoral com uma proposta unificada, pela incorporação do Nacionalismo Independente, que se havia separado do tronco comum em 1930, e o apoio do Ruralismo. Oferecia aos cidadãos duas opções, à da Unión Blanca Democrática, de tom urbano e principista, e a do herrero-ruralismo, que apelava à representação dos interesses – ainda que não exclusivos – do meio rural.
Em 30 de novembro de 1958, o Nacionalismo alcançou a tão desejada vitória. Essa noite produziu um feito singular. Os primeiros cômputos dos resultados eleitorais faziam pensar na vitória da UBD. Uma grande manifestação de simpatizantes se lançou às ruas a festejar o êxito obtido. Porém, no dia seguinte, à medida que se iam completando os dados provenientes do interior do país, se produziu uma insólita reviravolta: o triunfo correspondia ao herrero-ruralismo, que superou em pouco mais de onze mil votos o ubedismo, absorvendo a diferença de trinta mil votos que a UBD tinha a seu favor em Montevidéu.
Um dos candidatos da UBD ao governo comentaria mais tarde, em tom de brincadeira:
| “ | Fui conselheiro nacional por 24 horas | ” |

## Fim da aliança
Uma vez alcançado o triunfo, o Partido Nacional teve de fazer frente a disputas internas que foram desgastando uma unidade que demonstrou estar construída sobre fracas bases políticas.
A aliança herrero-ruralista que alcançou a maioria dos cargos no Conselho Nacional de Governo (Martín Echegoyen, Eduardo Víctor Haedo e Justo Alonso, pelos herreristas; Benito Nardone, Faustino Harrison e Pedro Zabalza pelo ruralismo), se rompeu antes de ocupar o poder. A luta pelos espaços políticos que cada setor deveria ocupar acendeu nos meses de janeiro e fevereiro de 1959. O jornal herrerista El Debate iniciou uma forte campanha contra o ruralismo e seu líder Benito Nardone, em que o qualificava como "intruso", e a seus dirigentes, de "turma sem lema e nem divisa". Aconteceu que a maioria dos que ocuparam o Conselho Nacional de Governo era resultado de uma coalizão entre duas correntes. Por um lado, uma força partidária, o herrerismo, e por outro, uma força gremial lançada recentemente em torno de uma disputa político-partidária e organizada sobre bases independentes.
| “ | O senhor Nardone se declara um aliado e não um membro do Partido Nacional. Está dentro e à margem dele. Dirige e representa uma força autônoma. Bem, isso cria, já de início, uma contradição cuja importância não se pode e nem se deve ignorar (…). O senhor Nardone não haverá de ser um prisioneiro da maioria, mas também cabe pensar que a maioria não se resignará a aguardar o estalido de nenhuma bomba-relógio | ” |

A situação era complexa para os conselheiros ruralistas, pois não contavam com o apoio de uma representação parlamentar própria, como o tinham o herrerismo ou os conselheiros catorcistas (César Batlle Pacheco) ou quincistas (Ledo Arroyo Torres, Manuel Rodríguez Correa), pertencentes ao Partido Colorado. Isso ficou evidente quando, frente às primeiras desavenças no bloco herrero-ruralista, os deputados e senadores pertencentes à legenda apoiaram o herrerismo, por razões de "disciplina partidária". O ruralismo pode, sem dúvida, reivindicar essas dificuldades ao estabelecer uma aliança com a UBD. A Unión Blanca Democrática estava formada pelo Movimento Popular Nacionalista, liderado por Daniel Fernández Crespo, e o Movimento de Construção Branca, de Washington Beltrán. Enfrentava, também, o herrerismo e, por não ter representação no Conselho Nacional de Governo, oferecia-lhe seu apoio parlamentar. Diante da iminente transmissão de poder em 1 de maio, a aliança de ambos os setores impôs ao herrerismo um acordo sobre a futura integração de entes autônomos, cargos ministeriais, etc.
Insistentes rumores de golpe de Estado precederam a mudança de governo. Registrava-se que alguns chefes militares se opunham à ascensão do Partido Nacional ao poder, já que era incapaz até de formar o gabinete. Dizia-se que, na mesma manhã de 1 de março, teve de se atrasar o desfile militar de saudação às novas autoridades na Casa de Goberno (na praça Independencia) já que não se tinha chegado a um acordo sobre a provisão de alguns ministérios.
A morte de Luis Alberto de Herrera, em 8 de abril de 1959, provocou um profundo impacto nas posições do partido governante, determinando o surgimento de novos realinhamentos nos anos seguintes.
Apesar das distensões produzidas ao longo do período, a orientação política desse primeiro governo blanco esteve nas mãos dos grupos herrero-ruralistas.

## Política econômico-social
A política econômico-social deste período se caracterizou pela implantação dos primeiros elementos de um modelo econômico liberal e pela desarticulação gradual do modelo batllista. A Lei de Reforma Cambial e Monetária, aprovada em 1959, o anti-industrialismo e o abandono das práticas protecionistas, assim como a promoção da produção agropecuária e a retração do intervencionismo do Estado na esfera econômica, foram os elementos que mais se destacaram no novo governo. Se plantou também a reestruturação do sistema tributário, implantando-se o imposto de renda e suprimindo-se cerca de cinquenta impostos (sobre o consumo, sobre lucros elevados, sobre as sociedades de responsabilidade limitada, etc.). O imposto sobre a renda, principal ponto da reforma tributária do governo blanco, começou a ser aplicado em 1961 com forte oposição dos setores batllistas e do setor empresarial.
Em abril de 1959, inundações gravíssimas afetaram o território uruguaio. Os departamentos do litoral e centro do país foram os mais castigados pelo transbordamento de rios e arroios. Enormes perdas materiais, milhares de pessoas tiveram de ser evacuadas (estimadas em 41 mil, em todo o país), provocaram sérios problemas ao governo recém-instalado. Em 15 de abril, se adotaram as Medidas Prontas de Seguridad, com o objetivo de buscar soluções à catástrofe e assegurar alimentação, abrigo, assistência médica e transporte, de forma mais rápida e efetiva. As "medidas buenas", como foram chamadas, permaneceram enquanto subsistiam as graves sequelas do desastre (seriam revogadas em 23 de junho de 1959), não implicando, como dizia em seu artigo segundo, "nenhuma supressão de garantias que não fosse absolutamente indispensável". Foi constituída uma comissão em favor dos atingidos, e como forma de obter recursos para recuperar os danos causados pelas inundações, foi lançado um empréstimo patriótico (em 2 de abril) e se aprovou uma lei de reparações urgentes (em 23 de julho). O desabastecimento e as restrições energéticas foram alguns dos efeitos negativos que a população uruguaia teve de enfrentar,  em consequência das graves inundações. As circunstâncias impuseram a popularização da jornada contínua em oficinas e comércios, que, embora autorizado por um decreto-lei em 1942, sempre teve aplicação efetiva muito restrita.
Durante o período, o retrocesso nas práticas de desenvolvimento social e a emergência de recursos menos equitativos de distribuição, agravados pelo aprofundamento da crise econômica, provocaram uma persistente agitação social. Tornaram-se comuns acusações de infiltração comunista no âmbito sindical e no sistema de ensino. Surgiam grupos de direita, como o Movimento Estudantil de Defesa da Liberdade (MEDL), que protagonizaria um ataque à universidade, em outubro de 1960. Alguns dirigentes do governo pediam maior rigidez na repressão aos conflitos sindicais. Assim como fizera Benito Nardone, em já em 1959, que a partir dos microfones da Radio Rural, condenava a atitude condescendente do ministro do interior, Nicolas Storace Arrosa. Defendia um endurecimento dos procedimentos policiais, um maior controle por parte do governo nas reuniões sindicais e a demissão dos grevistas dos órgãos estatais.
Os contínuos conflitos sindicais, que ocorreram tanto no setor privado como no setor público, provocaram uma dura resposta do governo.
Ante a ameaça da UTE de paralisação dos serviços de energia e de telefonia, o governo reimplantou as Medidas Prontas de Seguridad em agosto de 1959 (revogando no mês seguinte). Por outro lado, se elaboraram projetos de regulamentação do direito de greve. O presidente do Conselho Nacional de Governo assim pronunciou-se a respeito:
| “ | No atual governo, uma onda de violência avassalou a tranquilidade coletiva. A certeza de que esse fato se deve (…) a uma excitação arquitetada por fatores espúrios, de modo que não transmite a vontade sindical legítima e majoritária (…) torna mais imperiosa a necessidade de se regulamentar esse direito. | ” |

E sobre a greve nos serviços públicos:
| “ | Não é admissível (…) tal subversão, porque supõe-se que as instituições cumpram suas funções sem interrupção | ” |

Em 1960, o diretório do herrerismo se pronunciou a favor da regulamentação sindical. O tema estava no centro do debate nacional quando a Câmara dos Deputados, no início de uma discussão de uma lei sobre ordenamento financeiro, inseriu um projeto naquele sentido, que acabou por ser rejeitado. Os setores de esquerda e batllistas se lhe opuseram, ainda que dentro do nacionalismo não-herrerista surgiam posições mais misturadas.
| “ | Afirmo categoricamente que não estou disposto a votar nenhum projeto de regulamentação sindical que, direta ou indiretamente, permita qualquer interferência nos sindicatos por parte do poder público, por mínima que seja. Creio que não se pode falar em democracia em um país onde não existam sindicatos absolutamente livres: livres da interferência patronal e livres da interferência estatal; mas estou disposto a votar e a defender com afinco a exigência de voto secreto no meio sindical, e imposto por lei, precisamente porque é uma medida de garantia, que são as que requerem imposição legal. | ” |

A crise econômica que havia atingido em princípio os setores mais frágeis da sociedade, chegou aos pecuaristas. O apoio inicial que haviam oferecido a um governo que lhes prometera defender os interesses rurais, foi-se extinguindo. No último ano do governo blanco, houve enfrentamentos com a Federação Rural, de quem o presidente se queixava pelos aumentos nos preços. Em janeiro de 1962, o organismo decidiu "suspender totalmente os pagamentos de compromissos e obrigações fiscais e bancárias com todos os organismos públicos". Essa animosidade crescente teve influência na derrota do herrero-ruralismo nas eleições de 1962 e na vitória de outros setores do Partido Nacional.

## Política internacional
A política internacional do país, que já sofria forte influência norte-americana, reafirmou tal caráter em um período muito difícil para as grandes potências, durante a Guerra Fria. Em 1960, se firmou o Tratado de Montevidéu, que criou a Associação Latino-Americana de Livre Comércio (ALALC), com objetivo de eliminar as barreiras sobre o comércio entre os países-membros. Em agosto de 1961, se realizou em Punta del Este, a reunião do Conselho Interamericano Econômico e Social (CIES), que organizou a Aliança para o Progresso. Este organismo, impulsionado pelo presidente norte-americano John F. Kennedy, tentava agregar os países latino-americanos sob a égide dos Estados Unidos, neutralizando assim a crescente influência exercida pela Revolução Cubana no continente. Em 1959, o Uruguai havia recebido a visita de Fidel Castro e em 1961, de Ernesto "Che" Guevara. Logo após um discurso de Che Guevara no auditório da universidade, produziram-se distúrbios de rua, que tiveram como saldo trágico a morte do professor Arbelio Ramirez, primeira morte em conflitos de rua das muitas que se seguiram, quebrando uma tradição de paz social. Nesse mesmo ano, o governo uruguaio declarou personas non gratas o primeiro secretário da embaixada da União Soviética e o embaixador cubano por considerar que suas atividades "transgrediam os deveres de seus cargos".
Em janeiro de 1962, a VII Reunião de Consulta de Chanceleres, realizada também em Punta del Este, decidiu pela expulsão de Cuba da Organização dos Estados Americanos (OEA). Diversas forças opositoras à resolução organizaram uma marcha até o balneário. Benito Nardone declarou, na Radio Rural, um "estado de alerta nacional" à Liga Federal de Ação Ruralista, denunciando um plano de atentados "comunistas" contra o hotel San Rafael, sede da conferência. Seguiu-se uma verdadeira cruzada anticomunista ao longo do ano de 1962, reforçada pelo jornal herrerista El Debate, e resultante da declaração de cunho comunista exposta por Fidel Castro em 1961.

### O projeto de defesa
Entre junho e julho de 1962, ocorreu em Montevidéu uma série de atentados a sinagogas e a diversas pessoas, comunistas e judeus, que foram tatuados com a cruz suástica. O clima de intranquilidade resultante fez com que alguns dos conselheiros da maioria apresentassem um projeto de defesa da nacionalidade e do regime democrático, estabelecendo perigosos precedentes contra os direitos humanos, como a possibilidade de violação de correspondência e a formulação do delito de opinião, entre outros. O projeto não chegou às Câmaras.

#### Relações com Cuba
O presidente do Conselho Nacional de Governo afirmou:
| “ | O ano de 1962 nos demonstrou, indubitavelmente, que Cuba é somente um marco do comunismo internacional, colocado na América para afirmar a conquista espiritual e política do continente | ” |

Apesar das pressões existentes, o governo uruguaio não chegou a romper relações com Cuba. Dentro do Conselho Nacional de Governo, Benito Nardone, Faustino Harrison e César Batlle Pacheco (autor da moção) eram favoráveis à ruptura. Ledo Arroyo Torres, Héctor Grauert (colorados e batllistas), e Martín Etchegoyen e Eduardo V. Haedo, do Partido Nacional, sustentavam que tal decisão implicava em uma atitude intervencionista por parte do governo nacional, e votaram contra a moção apresentada.

#### Relações com Argentina
Quanto ao antigo litígio pela questão dos limites fluviais com a Argentina, se firmou em 30 de janeiro de 1961 uma declaração conjunta pela qual se estabelecia o limite exterior do Rio da Prata. A declaração afirmava que as águas do rio eram interiores dos países ribeirinhos, submetidas à exclusiva soberania territorial de ambos e regidas pelas leis e regulamentos por eles estabelecidos. Segundo um destacado catedrático de direito internacional:
| “ | A declaração conjunta sobre o Rio da Prata tem indubitável transcendência. Em primeiro lugar, no que diz respeito aos direitos que no rio podem ter ou pretender ter Estados terceiros, ele representa uma negativa categórica. Em segundo lugar, no tocante aos direitos dos ribeirinhos, a declaração se inspira no princípio da absoluta igualdade dos mesmo. Aqui se proclama a existência (…) de uma soberania dupla e partilhada. | ” |

Tanto para a Argentina como para o Uruguai, o Prata, em todo seu curso, constituía um rio até sua foz no Oceano Atlântico, na linha reta imaginária que unia Punta del Este com Punta Rasa no Cabo San Antonio (costa argentina). Meses depois, em dezembro de 1961, o governo inglês apresentou uma nota opondo-se à resolução adotada por ambos os países e reafirmou a tese de que o Prata era um estuário e suas águas, a partir do limite de seis milhas da costa, eram internacionais. Os chanceleres uruguaios mantiveram sua posição.
No mesmo ano, ambos os governos do Prata firmaram o Tratado de Limites do Rio Uruguai (1961). Em 1960, Argentina e Uruguai tiveram conversações com a finalidade de utilizar de forma conjunta os recursos hidrelétricos de Salto Grande. Como esse objetivo, foi aberta uma concorrência internacional para contratar a firma de engenheiros consultores que prepararia os planos da obra.